# Länsmansgrynnan
Länsmansgrynnan är öar i Finland. De ligger i Norra kvarken och i kommunen Vasa i landskapet Österbotten, i den västra delen av landet. Öarna ligger omkring 17 kilometer väster om Vasa och omkring 380 kilometer nordväst om Helsingfors.
Arean för den av öarna koordinaterna pekar på är 5,7 hektar och dess största längd är 480 meter i sydväst-nordöstlig riktning. Närmaste större samhälle är Vasa, 15,0 km öster om Länsmansgrynnan.